# Cantone di Rouffach
Il Cantone di Rouffach era una divisione amministrativa dell'arrondissement di Guebwiller.
A seguito della riforma approvata con decreto del 21 febbraio 2014, che ha avuto attuazione dopo le elezioni dipartimentali del 2015, è stato soppresso.

## Composizione
Comprendeva i comuni di
- Gueberschwihr
- Gundolsheim
- Hattstatt
- Osenbach
- Pfaffenheim
- Rouffach
- Soultzmatt
- Westhalten